# Coco Crisp
Covelli Loyce Crisp (Los Angeles, 1 de novembro de 1979) é um ex-jogador americano de beisebol que jogou na Major League Baseball. De 2002 a 2005 no Cleveland Indians, chegou ao Boston Red Sox em 2006, para substituir Johnny Damon no campo central.
Rebatedor ambidestro mediano, se destacou por sua grande habilidade defensiva e velocidade nos caminhos de base, além de ser um dos poucos jogadores que batem sem luvas. 